# Walter Staley
Walter Goodwin Staley (20 de octubre de 1932-10 de octubre de 2010) fue un jinete estadounidense que compitió en la modalidad de concurso completo.
Participó en tres Juegos Olímpicos de Verano entre los años 1952 y 1960, obteniendo una medalla de bronce en Helsinki 1952 en la prueba por equipos. Ganó dos medallas en los Juegos Panamericanos, oro en 1955 y plata en 1959.

## Palmarés internacional
| Juegos Olímpicos     | Juegos Olímpicos          | Juegos Olímpicos  | Juegos Olímpicos |
| Año                  | Lugar                     | Medalla           | Categoría        |
| -------------------- | ------------------------- | ----------------- | ---------------- |
| 1952                 | Helsinki (Finlandia)      | Medalla de bronce | Por equipos      |
| Juegos Panamericanos |                           |                   |                  |
| Año                  | Lugar                     | Medalla           | Categoría        |
| 1955                 | Ciudad de México (México) | Medalla de oro    | Individual       |
| 1959                 | Chicago (Estados Unidos)  | Medalla de plata  | Por equipos      |